# Igreja de São Tiago Maior (Ribeira Seca)

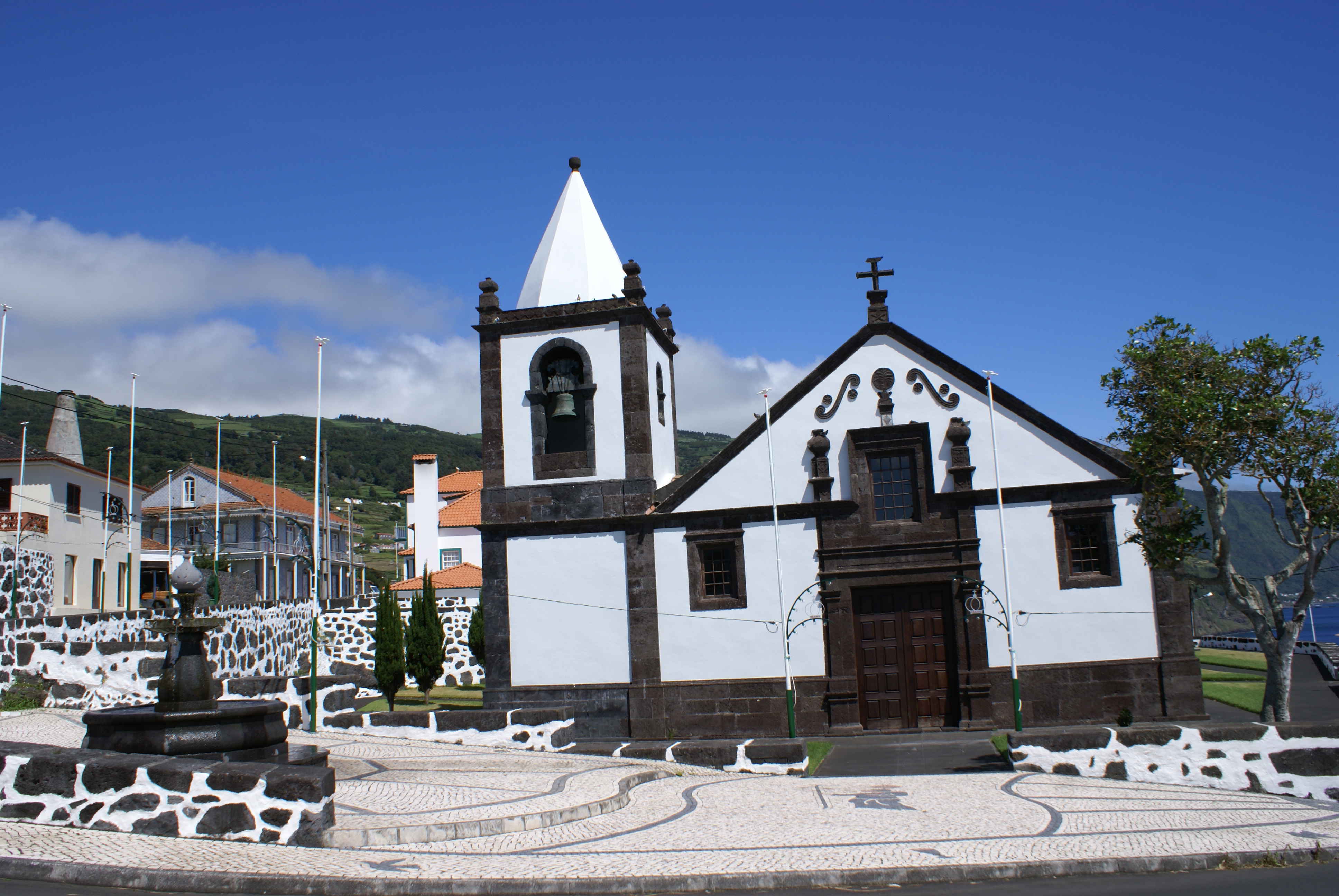
Igreja de São Tiago Maior, Fachada.

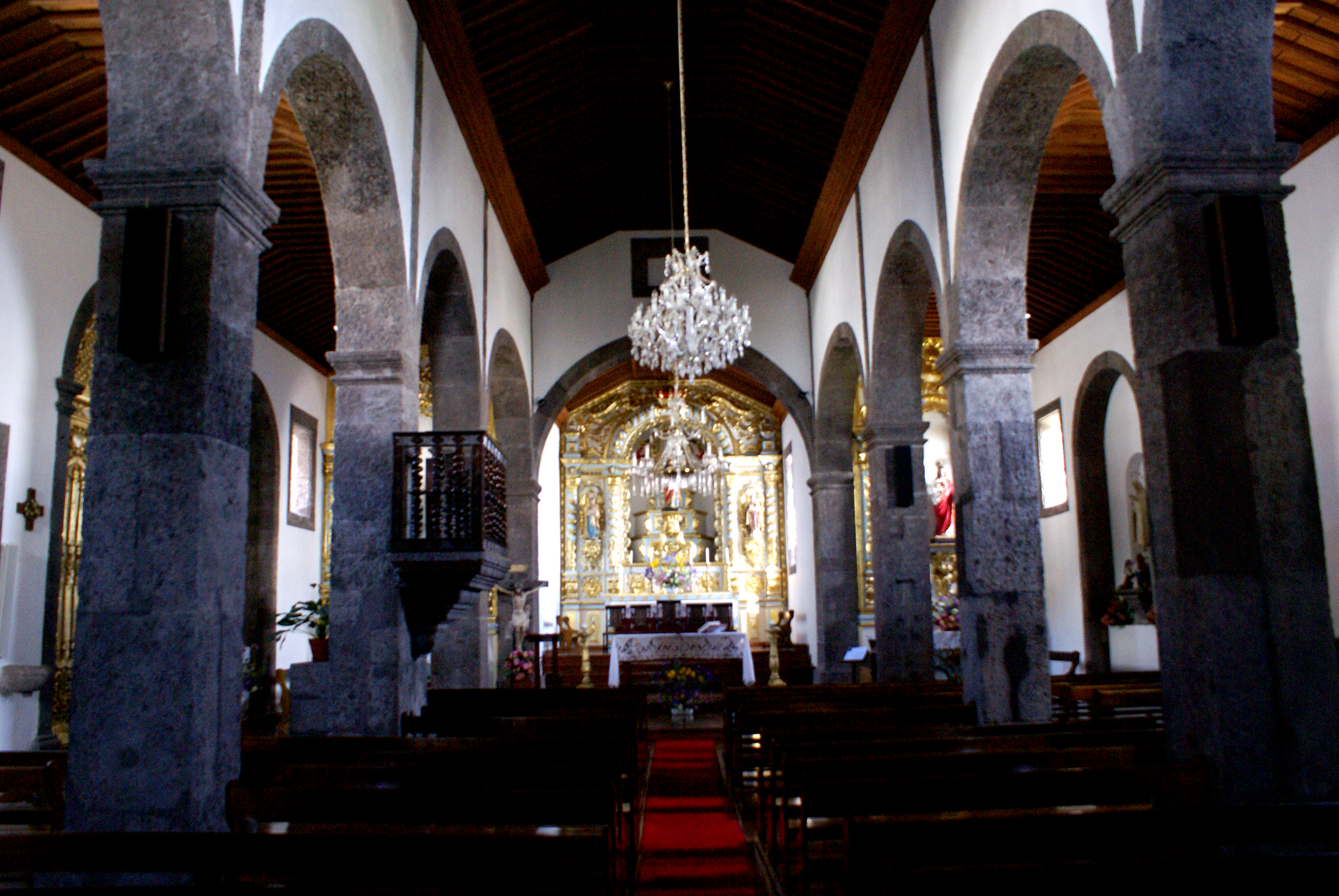
Igreja de São Tiago Maior, interior.

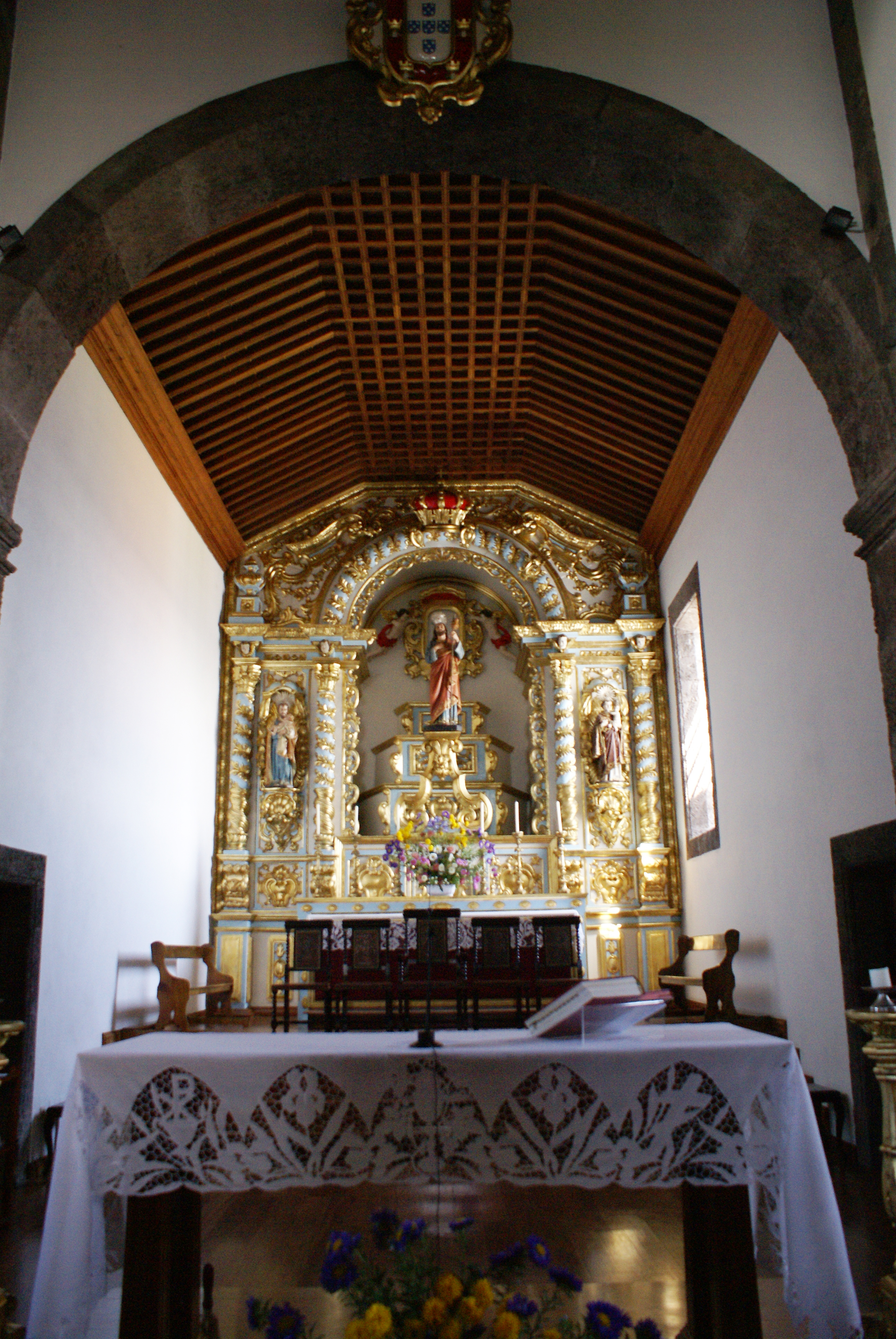
Igreja de São Tiago Maior, Altar-mor.

A Igreja de São Tiago Maior, é um templo cristão português, localizado na freguesia da Ribeira Seca, concelho da Calheta, ilha de São Jorge.
Esta igreja apresenta-se como um edifício de características barrocas dotado com uma torre sineira e belos trabalhos em cantaria de basalto negro.
A igreja primitiva aqui existente que datava do século XVI foi destruída em 1757 devido a um tremor de terra, que ficou registado na história como o nome de o Mandado de Deus, pelo que foi reedificada em 1761.
No dia 1 de Janeiro de 1980, 219 anos depois da sua reconstrução voltou a ser bastante danificada pelo terramoto que causou grandes estragos nas ilhas do grupo central do arquipélago dos Açores. Este terramoto não afectou grandemente, no entanto, o aprumo das paredes, foi restaurada entre 1990 e 1993.
Esta igreja apresenta-se com três naves, uma capela-mor com retábulo pintado a ouro e a azul. Tem dois nichos laterais, dois altares também laterais e uma capela que serve como lugar de abrigo para o Sacrário. O altar-mor foi construído em 1774 e restaurado em 1940. Em 1996 este altar, bem como os altares laterais foram novamente sujeitos a obras de restauro e manutenção.